# Нарлъ (вилает Балъкесир)
Нарлъ (на турски: Narlı) е село в околия Ердек, вилает Балъкесир, Турция. Разположено на 0 – 100 метра надморска височина. Населението му през 2000 г. е 770 души, основно  българи – мюсюлмани (помаци), критски турци и цигани. Помаците са потомци на преселници от селата Пребъдище и Тресино (Воденско), днешна Гърция.